# 미트리스 리차드슨의 죽음
미트리스 리차드슨은 2009년 9월 17일에 실종된 24살 미국 여성이었는데 음식점에서 이상하게 행동한 후에 그녀가 이동된 캘리포니아 칼라바사스 교도소에서 풀려난 후에 말이다.
그녀는 결국 11개월 후인 2010년 8월에 사망한 채로 발견되었다.
리차드슨의 부모는 그들의 딸이 로스앤젤레스 군 소재 경찰서에 의해 그녀 혼자 풀려나서는 안 되었다고 주장했는데 그녀의 명확히 좋지 않은 상황을 생각한다면 말이다.
2011년에 보상으로 90만 달러를 군청에 요구하는 민사소송을 그들은 이겼다.
2017년 1월에, 캘리포니아 주 법무부는 교도소로부터의 리차드슨의 석방을 둘러싼 상황에 대한 조사를 결정했고 그녀의 석방과 관련된 어떤 사람에게도 책임을 묻지 않기로 결정했다.